# Kanton Bozouls
Kanton Bozouls (francouzsky Canton de Bozouls) je francouzský kanton v departementu Aveyron v regionu Midi-Pyrénées. Tvoří ho pět obcí.

## Obce kantonu
- Bozouls
- Gabriac
- La Loubière
- Montrozier
- Rodelle